# Pyramimonadophyceae ordo incertae sedis
Pyramimonadophyceae ordo incertae sedis, red zelenih algi nesigurnog taksonomijskog položaja unutar razreda Pyramimonadophyceae. Unutar ovog reda postoji porodica Pterosphaeridiaceae sa sedam fosilnih vrsta u rodu Dictyotidium, i 5 fosilnih vrsta unutar dva roda u porodici Pyramimonadophyceae familia incertae sedis.

## Porodice
1. Pterosphaeridiaceae
2. Pyramimonadophyceae familia incertae sedis